# Úrvalsdeild 2000
La Úrvalsdeild 2000 fu la 89ª edizione della massima serie del campionato di calcio islandese disputata tra il 18 maggio e il 18 settembre 2000 e conclusa con la vittoria del KR, al suo ventiduesimo titolo e secondo consecutivo.
Capocannonieri del torneo furono Andri Sigþórsson (KR) e Guðmundur Steinarsson (Keflavík) con 14 reti.

## Formula
Come nella stagione precedente le squadre partecipanti furono dieci e si incontrarono in un turno di andata e ritorno per un totale di diciotto partite.
Le ultime due classificate retrocedettero in 1. deild karla.
Le squadre qualificate alle coppe europee furono quattro: i campioni alla UEFA Champions League 2001-2002, la seconda e il vincitore della coppa nazionale alla Coppa UEFA 2001-2002 e un'ulteriore squadra alla Coppa Intertoto 2001.

## Squadre partecipanti
| Club       | Città          | Stadio | Posizione 1999     |
| ---------- | -------------- | ------ | ------------------ |
| Fylkir     | Reykjavík      |        | 1. deild           |
| ÍBV        | Vestmannaeyjar |        | 2°                 |
| Stjarnan   | Garðabær       |        | 1. deild           |
| KR         | Reykjavík      |        | Campione d'Islanda |
| Grindavík  | Grindavík      |        | 6°                 |
| Breiðablik | Kópavogur      |        | 5°                 |
| ÍA         | Akranes        |        | 4°                 |
| Keflavík   | Keflavík       |        | 8°                 |
| Fram       | Reykjavík      |        | 7°                 |
| Leiftur    | Fjallabyggð    |        | 3°                 |

## Classifica finale
|                    | Pos. | Squadra    | Pt | G  | V  | N | P  | GF | GS | DR  |
| ------------------ | ---- | ---------- | -- | -- | -- | - | -- | -- | -- | --- |
| Islanda (bandiera) | 1.   | KR         | 37 | 18 | 11 | 4 | 3  | 27 | 14 | +13 |
|                    | 2.   | Fylkir     | 35 | 18 | 10 | 5 | 3  | 39 | 16 | +23 |
|                    | 3.   | Grindavík  | 30 | 18 | 8  | 6 | 4  | 25 | 18 | +7  |
|                    | 4.   | ÍBV        | 29 | 18 | 8  | 5 | 5  | 29 | 17 | +12 |
|                    | 5.   | ÍA         | 26 | 18 | 7  | 5 | 6  | 21 | 17 | +4  |
|                    | 6.   | Keflavík   | 19 | 18 | 4  | 7 | 7  | 21 | 35 | -14 |
|                    | 7.   | Breiðablik | 18 | 18 | 5  | 3 | 10 | 29 | 35 | -6  |
|                    | 8.   | Fram       | 17 | 18 | 4  | 5 | 9  | 22 | 33 | -11 |
|                    | 9.   | Stjarnan   | 17 | 18 | 4  | 5 | 9  | 18 | 31 | -13 |
|                    | 10.  | Leiftur    | 16 | 18 | 3  | 7 | 8  | 24 | 39 | -15 |

Legenda:

      Campione d'Islanda e ammesso alla UEFA Champions League
      Ammesso alla Coppa UEFA
      Ammesso alla Coppa Intertoto
      Retrocesso in 1. deild karla
Note:

Tre punti a vittoria, uno a pareggio, zero a sconfitta.

### Verdetti
- KR Campione d'Islanda 2000 e qualificato alla UEFA Champions League
- Fylkir e ÍA qualificati alla Coppa UEFA
- Grindavík qualificato alla Coppa Intertoto
- Stjarnan e Leiftur retrocesse in 1. deild karla.